# Aurila laeviculoidea
Aurila laeviculoidea är en kräftdjursart som beskrevs av Joseph Swain och Gilby 1974. Aurila laeviculoidea ingår i släktet Aurila och familjen Hemicytheridae. Inga underarter finns listade.